# Коста, Эдуардо
Эдуа́рдо Насиме́нту Ко́ста (порт.-браз. Eduardo Nascimento Costa; 23 сентября 1982, Флорианополис) — бразильский футболист, выступавший на позиции опорного полузащитника.

## Карьера
Эдуардо Коста — воспитанник клуба «Гремио». Он дебютировал за основную команду 22 марта 2000 года, выйдя на замену вместо Мариньо в матче с «Униао Рондополис» на Кубок Бразилии, в котором Гремио выиграл 4:0. 2 августа того же года Коста дебютировал в матче чемпионата Бразилии против «Фламенго», где Гремио проиграл 0:3. 22 октября Коста забил первый гол за Гремио, поразив ворота «Атлетико Минейро». После этого Коста выступал за Гремио ещё два сезона, проведя 17 матчей (1 гол) в чемпионате Бразилии и 13 матчей (1 гол) в Кубке Бразилии.
29 июля 2001 года, возрасте 19-ти лет, Коста был куплен французским клубом «Бордо». Коста быстро стал игроком основного состава клуба и провёл в команде 3 сезона, сыграв в 89 матчах (4 гола) чемпионата Франции и 19-ти матчах (1 гол) Кубка УЕФА. В июне 2005 года Коста был куплен клубом «Олимпик Марсель», заплатившим за трансфер полузащитника 4,45 млн фунтов, на покупку Косты пошла часть денег, полученных за продажу Дидье Дрогба в «Челси». Несмотря на то, что Коста провёл в клубе сезон, выступая в основном составе, его игра была менее уверенной, чем во времена игры за «Бордо».
В июне 2006 года Коста перешёл в «Эспаньол», который заплатил за трансфер бразильца 3,560 млн фунтов. В «Эспаньоле» бразилец стал одним из лидеров команды, заставив говорить о его футбольной агрессивности и умении собрать команду. В свой первый сезон в Испании, Коста выиграл Кубок Короля. Во втором своём сезоне, Косту часто преследовали травмы, однако он смог помочь своей команде, вышедшей в финал Кубка УЕФА (на турнире Коста провёл 6 матчей), где Коста из-за травмы не принимал участие. По окончании второго сезона в Испании, Коста принял решение вернуться в Бразилию.
15 июля 2007 года Коста, на правах аренды, перешёл в «Гремио», который, по договорённости с «Эспаньолом», не заплатив испанскому клубу, зато «Гремио» взял все расходы на лечение и восстановление Косты. За «Гремио» Коста провёл 23 матча в чемпионате и 4 в Кубке Бразилии, вновь набрав форму и вылечив травму. В декабре 2009 года Коста, который 9 сентября, по согласованию сторон, расторг контракт с «Эспаньолом», в статусе свободного агента перешёл в «Сан-Паулу», подписав контракт на 3 года. Там Коста провёл только 8 месяцев, сыграв в 13 матчах чемпионата Бразилии и двух играх чемпионата штата Сан-Паулу.
8 августа 2009 года Коста вернулся во Францию, подписав контракт с клубом «Монако», заплатившим за переход бразильца 2,225 млн фунтов. Покупка была осуществлена по просьбе главного тренера клуба, Ги Лякомба, желавшего укрепить центр поля атлетически сильным и опытным полузащитником. В первом сезоне в составе клуба полузащитник провёл 16 матчей. Летом 2010 года он получил травму колена и перестал попадать в состав клуба. 25 декабря Коста был арендован на полгода клубом «Васко да Гама». Затем выступал за «Адмиралов» уже на постоянной основе. В 2011 году во второй раз в карьере стал обладателем Кубка Бразилии.
С 2013 года выступает за «Аваи».

## Международная карьера
Эдуардо Коста начал выступать за сборную Бразилии в возрастной категории до 17 лет. В 1999 году он стал в её составе чемпионом мира, проведя на турнире в Новой Зеландии все 6 матчей. В 2001 году Коста дважды стал обладателем Кубка Америки с двумя возрастными категориями, до 17 и до 20 лет.
15 июля 2001 года Коста дебютировал в составе первой сборной Бразилии, выйдя на поле в матче Кубка Америки с Перу, который бразильцы выиграли 2:0. Всего на том турнире Коста провёл 3 матча.
После отъезда в Европу, Коста некоторое время не вызывался в состав сборной. Только в 2003 году Карлос Алберто Паррейра вызвал Эдуардо на Кубок конфедераций, однако на самом турнире он не играл. В преддверии турнира, 11 июня, Коста провёл товарищеский матч с Нигерией, где вышел на замену на 75-й минуте встречи. Эта игра стала последней для Косты в составе сборной Бразилии.

## Достижения
- Обладатель Кубка Бразилии (2): 2001, 2011
- Чемпион штата Риу-Гранди-ду-Сул: 2001
- Обладатель Кубка Испании: 2006
- Обладатель Кубка французской лиги: 2002
- Чемпион мира до 17 лет: 1999
- Обладатель Кубка Америки до 17 лет: 2001
- Обладатель Кубка Америки до 20 лет: 2001